# リンの谷のローワン
『リンの谷のローワン』（リンのたにのローワン、原題：Rowan of Rin）はエミリー・ロッダ作の児童文学シリーズ。翻訳はさくまゆみこ。絵は佐竹美保。

## 概要
弱虫で怖がりな14歳の少年・ローワンが冒険をし、弱さを克服しながら少しずつ成長するファンタジー小説。全5巻。
日本では2000年から2003年にかけてあすなろ書房より刊行された。1巻『ローワンと魔法の地図』は、1994年度のCBCAオーストラリア最優秀児童図書賞を受賞。日本国内での売上部数は40万部を超える。

## 登場人物

### リンの谷
勇敢で屈強な人が多い。たまにローワンのように弱々しい者が生まれるが、勇敢を是とする人が多いためか、いじめを受けることもある。また、そのような者はバクシャーの世話係になることが多い。
実は先祖は黄金の谷に住んでいた人々。その人々がゼバックの奴隷にされ、おとなしい人々はそのままゼバック国の奴隷をしていたのに対し、300年前に屈強な人々は記憶を消されて戦いに駆り出されたが、戦地でゼバックに対して反乱を起こした。その後にリンの谷に住むようになり現在に至る。
ローワン
「やせっぽっちのウサギ」とも呼ばれる。バクシャー係。弱虫で怖がり。父親がいない。
ジラー
ローワンの母親。畑係をしており、丈夫な体と気丈な心を持つ。
マリス民の＜水晶の司＞を選ぶ、選任役でもある。3巻では＜水晶の司＞を選ぶためにローワン、ストロング・ジョンと共にマリスまで赴くが、後任者選びの試練で解毒剤作りをさせようとした＜水晶の司＞により毒を盛られてしまう。その後にローワンらが作った解毒剤で一命を取り留めた。
4巻冒頭でストロング・ジョンと再婚。
アナド
ローワンの妹。5歳。好奇心旺盛で元気な少女。4巻では、ゼバックの戦闘用グラックにゼバックまでさらわれる。
ストロング・ジョン
リンの村の果樹園の世話係。1巻では、ローワンと最後まで2人で竜と対峙する。この頃からジラーに好意を持っている様子が描かれており、3巻では婚約し、4巻でジラーと結婚し、ローワンの継父となる。
シバ
リンの村の老婆。＜賢い女＞魔女とも呼ばれる。口が悪く、助言を求めに来たものを罵るのが常。＜賢い女＞や＜賢い男＞に代々伝わる、予言をする能力を授かるメダルを持っている。
アラン
リンの村のパン屋。母親サラはリンの出身だが、父親は旅の人。小さい頃は旅の人と共に暮らしていたが父親が死んだために、今は母親とリンの村で暮らしている。周りのリンの村の人と違い、泳ぎを習う小さい頃を旅の人と共に暮らしていたため、泳げない。4巻では一緒に旅をし、その後にマーリーと結婚した。
ラン
リンの村一番の長老で、村長のような役割をつとめる女性。
今では杖を使用しているが、かつてはたくましい女戦士であり、＜平原の戦＞では大活躍をした。性格は今でも変わらない強い女性である。
かつてローワンの父方の祖父モーガンと婚約をしていたが、その後に破局し、独身を貫いている。
5巻では殆どの村人が海辺に避難する中、リンの村に残った。
ティモン
リンの村で子供たちに、教える教師。博識で沈着冷静。
ジラーの家系の次に＜水晶の司＞の選任役となる家系である。
ブロンデン
1人暮らしで家具作りをしている女性。屈強で口調が激しく、目で見たものしか信じない性格。＜旅の人＞のことを信用していない。昔はバクシャー係の少女ミナと仲良しだった。
5巻では殆どの村人が海辺に避難する中でリンの村に残るが、ローワンをかばってアイス・クリーパーに噛まれて重傷を負い、意識不明となる（最終的には回復した）。
マーリー
機織り・布染めをしている女性。背が高い。勇敢であるが閉所恐怖症で、体を自由に動かせない場所では息ができなくなるほど。3巻でマリスの民の所にジラーとローワンが赴く際にはアナドを預かる。4巻終了後はアランと結婚し、5巻では妊娠している。
ヴァル、エリス
粉屋をしている双子。ヴァルが姉でエリスが弟。きれい好きであり、エリスは蜘蛛が大の苦手。2人はいつも一緒におり、離れることができない。
メイズ
書物係。息子と娘がいる。
ブリー、ハンナ
菜園係の夫婦。作物がなくなることが多いという理由で、＜旅の人＞を嫌っている。子供が3人いる。
ソラ
菓子作り。太っており、自分の作った菓子をつまみ食いすることがある。
サラ
アランの母親。かつて教師をしていたが、＜旅の人＞のフォーリーと結婚してリンの村を離れる。しかし＜平原の戦＞で夫が戦死してしまい、リンに帰ってきた。
4巻終了後、ゼバックから救出されたノリスとシャーランの兄妹を引き取る。
ニール
壺つくりの男性。迷信や言い伝えを信じやすく、取り乱しやすい性格。ラン曰く「賢さが足りない」。
5巻では絹絵を忌み嫌い、燃やそうとした。その後にアイス・クリーパーに襲われ、消息を絶つ。
セフトン
ローワンの父親。アナドが生まれて間もない頃に家が火事になった際、家族を救出するが、ローワンを救出した直後に焼死した。
ミナ
かつてブロンデンの親友であった少女。物静かで優しくて怖がりの性格で、バクシャーの世話係だった。
ある時、迷子のバクシャーを助けようとした際に縦坑に転落死してしまった。
リース
ジラーの先祖で、300年前に滅ぼされたミリル族に代わり＜水晶の司＞の選任役を務めた。それ以来リースの子孫が＜水晶の司＞の選任役となることになった。
モーガン
ローワンの父方の祖父。ゼバックとの戦いである＜平原の戦＞の英雄。ランと婚約したが、弟ジョエルの処遇を巡ってランとけんかになり、ジョエルの死が決定打となって婚約を解消した。
ジョエル
モーガンの弟。弱々しい少年で、バクシャー係であった。
いじめっ子から逃れるために木に登ったが、転落して死亡してしまった。
エルス
ローワンの父方の祖母。ジョエルの死から数年後にモーガンと結婚した。モーガンが亡くなった際には、リンの戦士のマントをランに贈った。
スター
バクシャーの群れのリーダーで、ローワンの一番のお気に入りのバクシャー。

### リンの民の起源に関係する人物
シエリー
ゼバック国の奴隷で、リンの民の先祖とは違いゼバック国に残った奴隷の末裔。
白髪と髭を蓄えた老人で、おとなしい性格であり、絹絵を描くのを得意としていた。
自身が生きている間はグラックのウノスを飛ばさないと誓っていたため、自身を犠牲にしてローワンたちをゼバック国から脱出させた。
ノリス
シエリーの孫息子でシャーランの兄。赤い色が混じった金髪で、幅の広い顔の青年。好戦的で戦いの話を好む一方、絹絵を描くのは得意ではない。
4巻で妹と共にゼバック国から救出されてリンに住むことになる。5巻では絹絵に火をつけようとしたニールともみ合って負傷したため、リンの村に残ることになり、ローワンらと共にバクシャーを追って＜禁じられた山＞に冒険に出る。
シャーラン
シエリーの孫娘でノリスの妹。ローワンと同じくらいの年と背丈で、やせて黒髪をしており、穏やかな目をしている。バクシャーを怖がるなど、華奢で気弱ではあるが意志が強く、絹絵を描くのが上手。
4巻で兄と共にゼバック国から救出されてリンに住むことになり、5巻では兄やローワンと共に村に残り、バクシャーを追って＜禁じられた山＞に冒険に出る。
エヴァン、フリス、ブロー
かつての黄金の谷の住人。エヴァンはバクシャー係、フリスは絹絵係、ブロンは戦士。
ある冬、ブロンはゼバックと戦っていた＜旅の人＞の助けを受け、黄金の谷の他の住民と共に海岸に向かったものの、他の住民がゼバックに連れ去られたので、ブロンは命からがら逃げだし、黄金の谷に2人だけで残っていたエヴァンとフリスの元に戻った。
その後、3人はバクシャーを追い、絹絵などの宝を携えて＜禁じられた山＞に入った。3人は山の洞窟で冬を過ごし、バクシャーが山から帰った後も洞窟で村人の帰りを待っていた（悪魔の木により動物が眠ったのもおびき出すための罠と考えていた）。
しかし、悪魔の木の出現時の山崩れで洞窟に閉じ込められて死亡。3人の遺骨と遺品はローワンたちによりリンの村に持ち帰られた。

### ＜旅の人＞
大昔よりいろいろな場所を放浪する人々。彼らの訪問時にはまず＜先駆け＞と呼ばれる集団が空から凧を使って来ることになっており、訪問時には物語・音楽・踊りが披露される。リンでは彼らを「無用者」と呼び信用しない人々もいる（食物がなくなることがあったり、定住せず遊んでいる人々と見なされたりすることなどが原因）。
視覚と聴覚が鋭く、普通の人には聞こえない高い音の笛で連絡を取り合う。
一方で泳げず、寒さには弱い。そのため冬は海岸沿いに避難する。
アンリンの魔界や＜禁じられた山＞に入ることはタブーとされている。
ジール
語り部オグデンの養女であり、＜先駆け＞のリーダー。実はゼバック国の生まれであり、海岸に流れ着いた捨て子であった（シエリーの推測では、ゼバック国の平民であった親が国外脱出しようとしたのではないかとされている。）。そのため、寒さにも強く、＜旅の人＞にはタブーとされている場所でも行くことができる。
2巻の黄金の谷への冒険、4巻のゼバック国侵入、5巻の＜禁じられた山＞への冒険ではいずれもローワンと一緒に旅をした。
オグデン
＜旅の人＞の長で語り部。黄金の谷の話などを聞かせている。人の考えを見透かすような目をしており、洞察力に長けているため、ローワンからもただ者ではないと思われている模様。
トール、ミズレン
＜先駆け＞の少年たち。
フォーリー
アランの父親。茶色の目をした歌手で、リンの教師であったサラと恋に落ちて結婚しアランを授かるが、＜平原の戦＞で戦死してしまう。

### マリスの民
海沿いに住む民。謎が多いと言われる。
つるつるでぬめぬめした皮膚と水かきを持っており、水がないと生きることができない。一方で泳ぎは非常に上手。
現在、銀色のアンブレー族、緑色のフィスク族、青色のパンデリス族の3部族からなる。
1,000年間＜水晶の司＞と呼ばれる長を立てており、初代の＜水晶の司＞は毒に詳しいと言われたミリル族のオリンであった。
オリンは、ミリル族を＜水晶の司＞の選任役とし、残りの3部族から出た候補者の中から選任役が＜水晶の司＞を選ぶという決まりを作ったものの、300年前のゼバックの侵攻によりミリル族は全滅。そこで当時ゼバックと戦っていたジラーの先祖のリースが＜水晶の司＞を選出、彼の子孫のリンの民が選任役となる決まりとなった。
選任役は命の危機に晒されるものの、リンの民はマリスの民に海岸の警備をしてもらっているということもあり、持ちつ持たれつという関係とされている。
パーレン
＜水晶の司＞の死期が近づいた際、選任役を召喚するためにリンの谷に送られた使者。パンデリス族。
船の操縦が上手で、4巻ではローワンらと一緒にゼバック国に赴いた。
アーシャ
アンブレー族の＜水晶の司＞の候補者。背が高い女性。真面目で率直であり、自分が正しいと感じたことをきちんと行動に移すが、古いやり方にとらわれる一面もある。ローワンからはジラーに似ていると思われた。
シーボーン
フィスク族の＜水晶の司＞の候補者。屈強であるが声は穏やか。自信に満ちた行動派であるが、やや性急な面がある。ローワンからはストロング・ジョンに似ていると思われた。
ドス
パンデリス族の＜水晶の司＞の候補者。若くて背の低い男性。夢見がちで謎を秘めたまなざしをしている。
1年前の家族との別れの日に大蛇に遭遇したらしいが、実はその時から本人も知らずにゼバックに利用されていた。
最終的に彼が＜水晶の司＞に選ばれ、水晶の力でゼバックの洗脳も無効化され、見事にゼバックを撃退した。また、ローワンと感覚の共有ができるようになった。
イムレー
フィスク族の女性で、シーボーンの婚約者。
オリン
初代の＜水晶の司＞。ミリル族。1,000年前に海の下の洞窟で水晶を発見した。

### ゼバック
リンの民らの昔からの宿敵の国。＜荒れ地＞と高い壁に囲まれた大きい都であり、衛兵が支配している。平民は＜並＞と呼ばれ、奴隷と一緒に仕事をさせられるなど、残酷な扱いを受けている。
大昔に黄金の谷の住民を連れてきて奴隷としたが、300年前に奴隷の中で屈強な人々の記憶を消して兵力にしようとしたところ、戦地で反乱されてリンに定住されてしまった。
一方で弱い者らはゼバックに残り、絹絵に自分らの歴史を描いて残しているが、年々人が減っており、シエリーと2人の孫が最後に残った者であった。
ザネル
ゼバックの衛兵。将校のふりをしたジールに騙されてローワンたちをアナドたちのいる場所に連行するが、騙されたのに気づきジールを攻撃しようとしたところをノリスに攻撃され気を失う。
その後に囮となったシエリーを殺害するが、直後に怒り狂ったウノスにより殺害される。
バラ
戦闘用のグラック。120歳になり、数年間の戦闘用の訓練を受けている。4巻冒頭でアナドを誘拐、最後に脱出したローワンらを追ってリンまで来るが、竜の火炎攻撃を受けゼバックに逃げ帰った。
ウノス
作業用のグラック。シエリーの計らいで翼を切られずに済んでおり、ローワンたちの脱出に利用された。リンではシバに飼われ、5巻では雪の中でリンの民が海岸まで歩くための道を作った。

## 用語
バクシャー
リンの谷に昔から住んでいた動物。ミルクや毛糸が採れたり、荷物運びができたりするため、リンの村では家畜として利用されている。大きくて毛深くて角があるがおとなしく、ローワンのようにおとなしい人が世話係になることが多い。
＜禁じられた山＞のアイス・クリーパーの洞窟と金の溶岩の間にある灰色の塊が大好物であり、冬には＜禁じられた山＞の洞窟に行って、角で灰色の塊を掘り出して食べることを習性にしている。
バクシャーのこの習性により、アイス・クリーパーが金の溶岩に晒され死滅し、冬が終わるようになり、何らかの理由（事情を知らないローワンが冬もバクシャーを牧場に閉じ込めてエサを与えたり、黄金の谷の人々が山から溶け出す金の流れを早くしようと、あえて金の溶岩をアイス・クリーパーに晒さなかったりした、など）でこれが行われないと、＜凍れる時＞のように冬がいつまでも終わらない事態になる。
＜禁じられた山＞
リンに流れる川の水源となる山。頂は雲で覆われている。山頂には竜が生息し、リンの上空に侵入すると、縄張りを犯された仕返しに強力な火炎攻撃をする。
他に、幻覚が見える底なし沼や水たまりのある洞窟などがある。
内部の心臓部は煮えたぎる金の溶岩があり、その上にはアイス・クリーパーの住む巨大な洞窟がある。
西側にはアンリンの魔界が広がっている。＜旅の人＞には入ることは禁忌とされている。
魔法の地図
シバからローワンに手渡された地図。ローワンが見た時だけ＜禁じられた山＞への山頂へのルートが現れる地図。空白に今後の冒険のヒントとなるなぞなぞが出ることもある。
黄金の谷
リンの谷に人々が住み着く前、＜旅の人＞と友好関係にあったとされる人々が住んでいた所。黄金の壁や金色のフクロウなどの美しい光景が広がっていたとされる。
伝説ではインスプレーの巨人に狙われ、巨人を滅ぼした落石の際に、落ちてきた岩及び魔物が住むとされるアンリンの魔界によって外敵から守られるようになったと言われる。
実は、黄金の谷の正体は、悪魔の木によって滅ぼされたアンリンの魔界そのものであったことが明かされる。
そして更に、黄金の谷に住んでいた人々は滅びたと思われていたが、実は谷が悪魔の木に滅ぼされる前に、＜旅の人＞とマリスの民がゼバックと戦っていた場所に駆けつけようとした所をゼバックに奴隷として連れて行かれ、リンの民の先祖となっていたことも明かされた。（＜旅の人＞とマリスの民は隠れていたため気づかなかった。）
ちなみに、黄金の風景は、＜禁じられた山＞の金の溶岩とアイス・クリーパーを隔離することにより、溶岩の洞窟を冷やさずに圧力を高くし、漏れ出る金の流れを増やしたことで得られたものであるが、アイス・クリーパーの増殖により＜凍れる時＞が来てしまったため、元に戻し、過ちを恥じて誰にも話さなかったので後世に話が伝わらなかったと推測される。
ムヨウギク
黄色い花で、リンの民と＜旅の人＞とマリスの民の友好の象徴。
花粉症の原因になる一方、根を煎じたものは花粉症を抑える薬にもなり、悪魔の木を撃退することもできる。
ヤマイチゴ
＜禁じられた山＞に生息する植物。花と実を同時につけ、とてもいい香りがする。
しかし、その正体は悪魔の木であり、巨大化し、人を眠らせて最後には飲み込んでしまう。
水晶
マリスの＜水晶の司＞に代々受け継がれる水晶。初代オリンの時代からの知識を受け継いでおり、水晶の力には誰にも逆らえず、敵のマインドコントロールも無力化してしまう。
メダル
純金でできたメダル。現在はシバが持っており、ゼバックの奴隷だった時代から病を治す力を持った＜賢い女＞や＜賢い男＞の間で受け継がれてきた。
装着すると質問に応じて予言を返す能力を授かる他、過去を垣間見ることもできるようになる模様。
グラック
ゼバック国の翼を持つ爬虫類。戦闘用は訓練を受け、労働用は毎年翼を切られて飛べなくさせられる。
イシュキン
ゼバックの都の周りの＜荒れ地＞に住む怪物。数千の足と巨大なハサミを持ち、地下で獲物を待ち構えている。＜旅の人＞からは忌み嫌われている。
アイス・クリーパー
巨大な白いヘビのような怪物。目がないが、大きい口と鋭い歯を持つ。
＜禁じられた山＞の頂上付近や内部の洞窟に大量に生息し、大量発生すると長く厳しい冬となる。
熱に弱く、熱源に晒されると簡単に死滅する。

## 作品一覧
1 Rowan of Rin 『ローワンと魔法の地図』 ISBN 978-4-7515-2111-3
2 Rowan and the Travellers 『ローワンと黄金の谷の謎』 ISBN 978-4-7515-2112-0
3 Rowan and the Keeper of the Crystal 『ローワンと伝説の水晶』 ISBN 978-4-7515-2113-7
4 Rowan and the Zebak 『ローワンとゼバックの黒い影』 ISBN 978-4-7515-2114-4
5 Rowan of the Bukshah 『ローワンと白い魔物』 ISBN 978-4-7515-2115-1